# Skierniewice (gmina wiejska)
Skierniewice (daw. gmina Dębowa Góra + gmina Skierniewka) – gmina wiejska w województwie łódzkim, w powiecie skierniewickim. W latach 1975–1998 gmina położona była w województwie skierniewickim.
Siedziba gminy to Skierniewice.

## Struktura powierzchni
Według danych z roku 2020 gmina Skierniewice ma obszar 131,31 km², w tym:
- użytki rolne: 65,19%
- użytki leśne: 30,49%
- użytki zabudowane i zurbanizowane: 3,73%
- użytki pod wodami: 0,44%
- użytki pozostałe: 0,16%

Gmina stanowi 17,43% powierzchni powiatu.

## Rezerwaty przyrody
Na terenie gminy znajdują się następujące rezerwaty przyrody:
- rezerwat przyrody Kopanicha – chroni las naturalnego pochodzenia w dolinie rzeki Rawki z mozaiką zróżnicowanych zbiorowisk leśnych,
- częściowo rezerwat przyrody Rawka – chroni koryto rzeki Rawki z rozgałęzieniami od źródeł do ujścia,
- rezerwat przyrody Rokita – chroni koryto rzeki Rokity ze zbiorowiskami leśnymi,
- rezerwat przyrody Ruda Chlebacz – chroni łęg olszowy ze stanowiskiem widłaka wrońca.

## Demografia

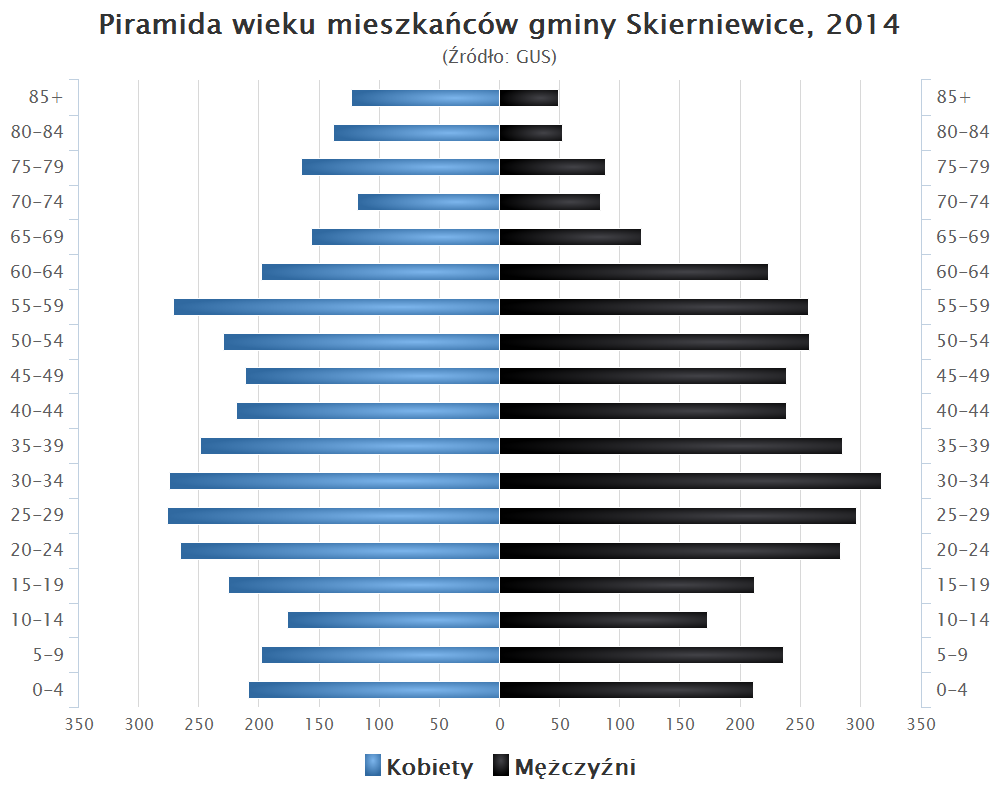
Piramida wieku mieszkańców gminy Skierniewice

Dane z 31 grudnia 2023:
| Opis      | Ogółem | Ogółem | Kobiety | Kobiety | Mężczyźni | Mężczyźni |
| --------- | ------ | ------ | ------- | ------- | --------- | --------- |
| Jednostka | osób   | %      | osób    | %       | osób      | %         |
| Populacja | 8147   | 100    | 4077    | 50,04   | 4070      | 49,96     |

## Sołectwa
Balcerów, Borowiny, Brzozów, Budy Grabskie, Dębowa Góra, Józefatów, Ludwików, Miedniewice, Topola, Mokra, Mokra Lewa, Mokra Prawa, Nowe Rowiska, Nowy Ludwików, Pamiętna, Pruszków, Ruda, Rzeczków, Rzymiec, Samice, Sierakowice Lewe, Sierakowice Prawe, Stare Rowiska, Strobów, Wola Wysoka, Wólka Strobowska, Zalesie, Żelazna.
Miejscowości bez statusu sołectwa: Budy Grabskie, Dąbrowice, Julków, Mokra (osada leśna), Mokra Lewa, Samice, Żelazna-Majątek.

## Sąsiednie gminy
Bolimów, Głuchów, Godzianów, Łyszkowice, Maków, Nieborów, Nowy Kawęczyn, Puszcza Mariańska, Rawa Mazowiecka, Skierniewice (miasto)